# United States Air Force Pararescue
Le United States Air Force Pararescue, noti anche come Pararescuemen o PJs, sono unità speciali della United States Air Force, integrate negli Special Tactics Squadron dello United States Special Operations Command o nei Rescue Squadron dell'Air Combat Command e degli altri Major Command, dove sono noti come Guardian Angels. Si tratta di reparti specializzati nelle operazioni di ricerca e soccorso e Combat medic in zona di guerra, operando da elicotteri o tramite lanci con il paracadute. Danno anche supporto alle missioni NASA nel recupero degli astronauti dopo gli atterraggi. 

## Unità
- Air Combat Command
  - 23rd Wing
    - 38th Rescue Squadron, Moody Air Force Base, Georgia
    - 48th Rescue Squadron, Davis-Monthan Air Force Base, Arizona
    - 58th Rescue Squadron, Nellis Air Force Base, Nevada
- Pacific Air Forces
  - 18th Wing, Kadena Air Base, Giappone
    - 31th Rescue Squadron
- United States Air Forces in Europe-Air Forces Africa
  - 31st Fighter Wing, Base aerea di Aviano, Italia
    - 57th Rescue Squadron
- Air National Guard
  - 106th Rescue Wing, New York Air National Guard
    - 103rd Rescue Squadron

  - 123rd Airlift Wing, Kentucky Air National Guard
    - 123rd Special Tactics Squadron

  - 129th Rescue Wing, California Air National Guard
    - 131st Rescue Squadron Moffett Field Air National Guard Base, California

  - 142nd Fighter Wing, Oregon Air National Guard
    - 125th Special Tactics Squadron

  - 176th Wing, Alaska Air National Guard
    - 212th Rescue Squadron Joint Base Elmendorf-Richardson, Alaska
- Air Force Reserve Command
  - 920th Rescue Wing, Patrick Air Force Base, Florida
    - 304th Rescue Squadron, Portland International Airport, Oregon
    - 306th Rescue Squadron, Davis-Monthan Air Force Base, Arizona
    - 308th Rescue Squadron
- Air Force Special Operations Command
  - 24th Special Operations Wing
    - 720th Special Tactics Group
      - 21st Spectial Tactics Squadron, Pope Field, Carolina del Nord
      - 22nd Special Tactics Squadron, Joint Base Lewis-McChord, Washington
      - 23rd Special Tactics Squadron, Hulrburt Field, Florida

    - 724th Special Tactics Group, Pope Field, Carolina del Nord
      - 24th Special Tactics Squadron

  - 352nd Special Operations Wing, RAF Mildenhall, Inghilterra
    - 321st Special Tactics Squadron

  - 353rd Special Operations Group, Kadena Air Base, Giappone
    - 320th Special Tactics Squadron